# Spiaggia Las Teresitas

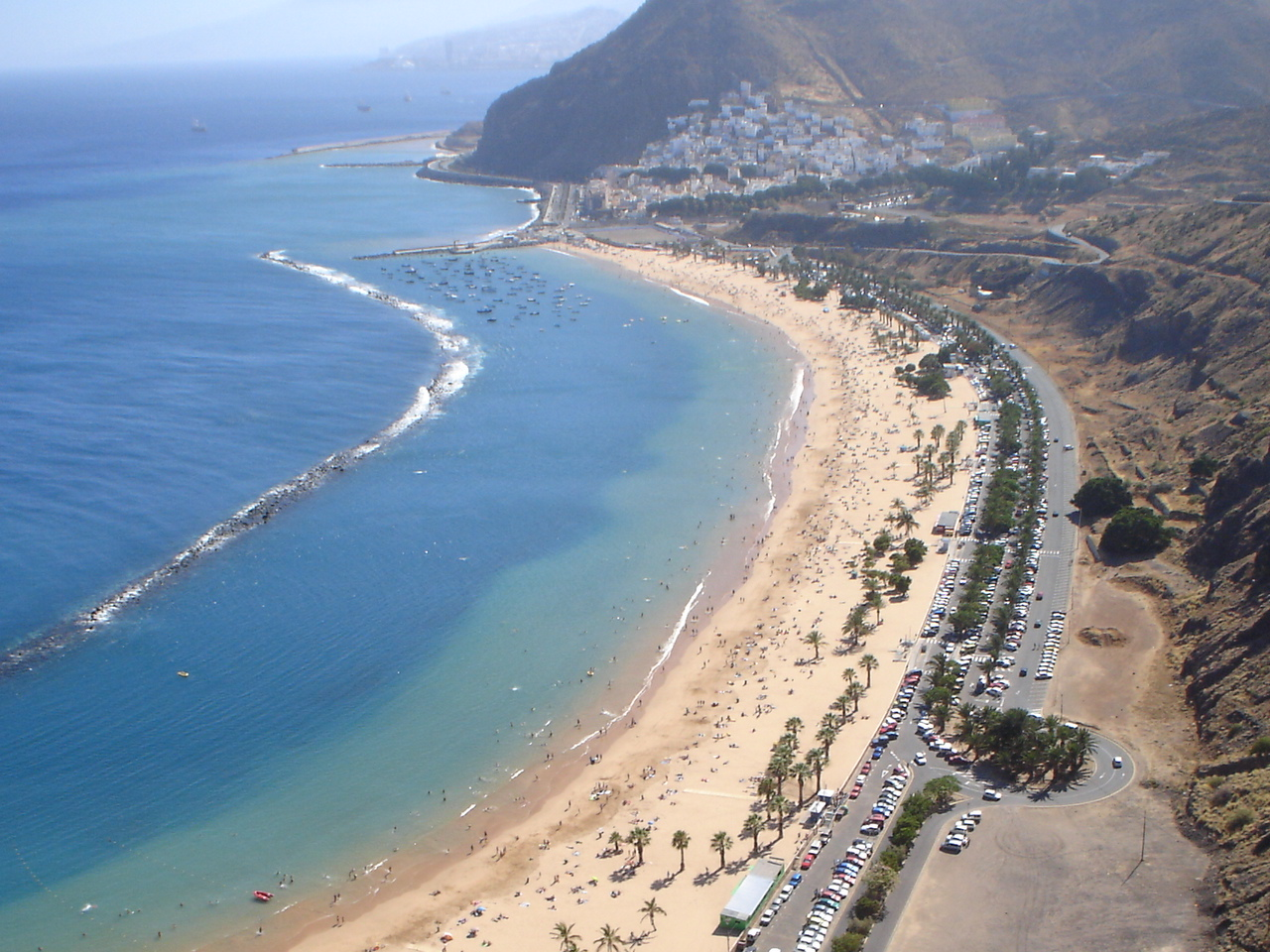
Playa de Las Teresitas

Playa de Las Teresitas è la principale spiaggia di Santa Cruz de Tenerife (Isole Canarie, Spagna). La spiaggia si trova a nord rispetto al villaggio di San Andrés ed è a circa 7 chilometri dal centro della città. Questa spiaggia è principalmente frequentata dagli abitanti di Santa Cruz.
In origine era divisa in tre parti distinte che avevano nomi diversi: Tras la Arena l'originale, Los Moros nel mezzo, e l'area delimitata dal burrone di Las Teresas.
Sulla spiaggia di sabbia nera è stata riportata sabbia bianca proveniente dal deserto del Sahara, ed è stata costruita in mare una diga frangiflutti per evitare che le onde erodano la sabbia bianca.